# Takie Okumura
Takie Okumura (em japonês: 奥村 多喜衛; 1865 – 10 de fevereiro de 1951) foi um ministro cristão japonês. Ele foi o fundador da Igreja Cristã Makiki em Honolulu, além da "Casa de Meninos e Meninas Okumura" e algumas das primeiras escolas de língua japonesa do Havaí.

## Biografia
Okumura nasceu em uma família de samurais na prefeitura de Kochi, no Japão em 1865. Quando tinha 21 anos de idade, casou-se com Katsu Ogawa. Ele se converteu ao cristianismo em 9 de setembro de 1888 e estudou na Universidade Dōshisha. Durante seu tempo na universidade, ele foi apoiado por John Thomas Gulick. Depois de se formar em 1894, viajou para o Havaí como missionário, ajudando o reverendo Jiro Okabe. No ano seguinte, assume o ministério de Okabe, quando Okabe voltou ao Japão.

## Carreira

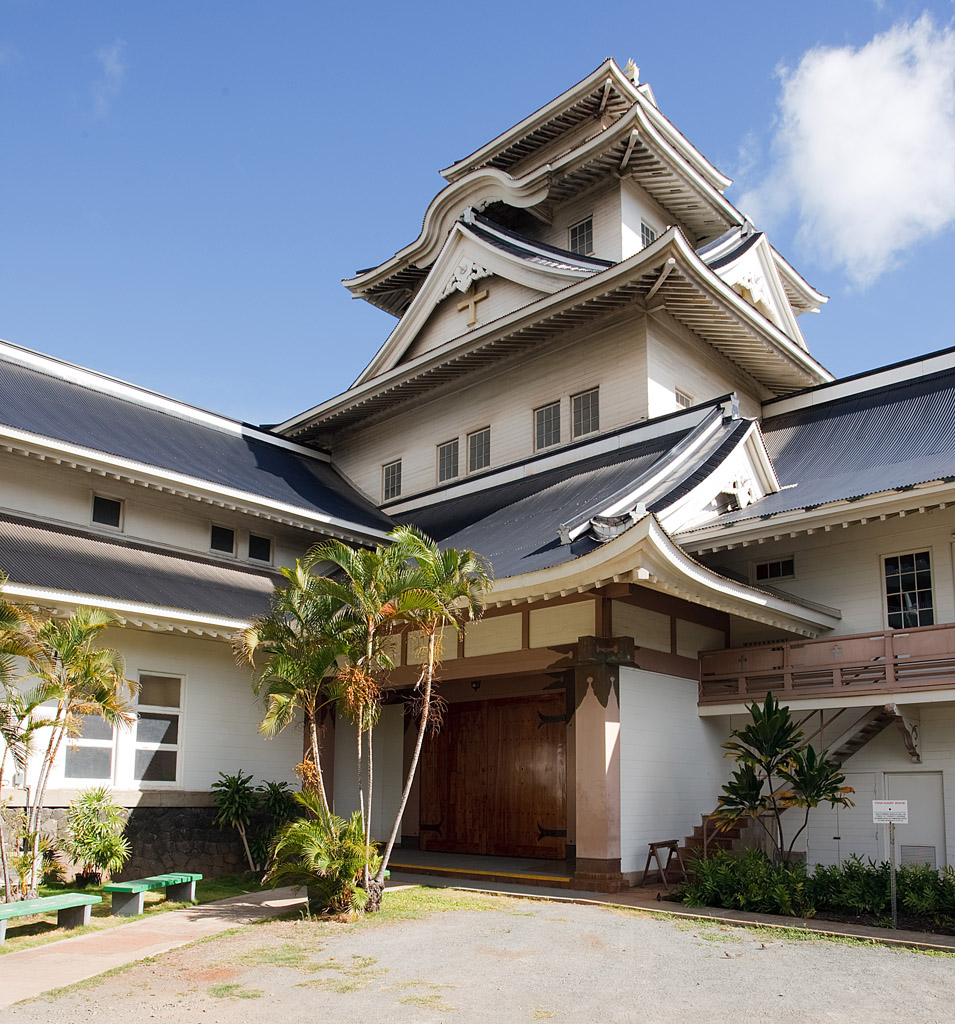
Igreja Cristã Makiki.

Uma das primeiras coisas que Okumura fez depois de assumir a congregação de Okabe em 1895 foi iniciar um jardim de infância japonês. Seu objetivo era ensinar a língua japonesa para as crianças japonesas que viviam no Havaí, porque muitas falavam pidgin, inglês ou havaiano. Ele estabeleceu a escola primária japonesa de Honolulu um ano depois, em 1896. A escola mais tarde se expandiu e foi renomeada para Havaí Chuo Gakuin. As escolas que ele fundou foram as primeiras escolas de língua japonesa no Havaí.
Em 1896, Okumura fundou a "Casa de Meninos e Meninas Okumura" depois de acolher um jovem que frequentava a escola em Honolulu. O dormitório abrigava 1400 estudantes, a maioria das ilhas vizinhas. Enquanto estavam no dormitório, os alunos tiveram que frequentar a igreja. Spark Matsunaga era um residente notável.
Em 1899, ele fundou um clube de beisebol formado principalmente por estudantes que moravam no "Lar Okumura". O clube foi chamado de "Excelsiors", tornando-se o primeiro clube de beisebol japonês no Havaí. Okumura fundou a equipe para oferecer um local de entretenimento saudável, longe do "vício" da cidade.
Em 1904, Okumura estabeleceu a Igreja Cristã Makiki. O edifício da igreja moderna, que é bem conhecido por sua semelhança arquitetônica com um castelo japonês, não foi construído até 1932. Okumura escolheu esse estilo arquitetônico como um símbolo de paz e segurança.
Após a greve do açúcar de Oahu em 1920, Okumura viajou a todas as ilhas para incentivar os nisei a "americanizar" e abandonar sua dupla cidadania com o Japão. Ele acreditava que isso resolveria o "problema japonês", um termo cunhado pelos proprietários europeus de plantações de açúcar. Desnecessário dizer que muitos trabalhadores japoneses das plantações não ficaram satisfeitos com sua decisão de ficar do lado dos proprietários das plantações de açúcar durante esse período tenso entre a gerência e os trabalhadores. Durante esse período, e mais tarde, quando o governo americano tentou impor legislação que restringia as escolas de línguas estrangeiras, Okumura entrou em conflito com Fred Kinzaburo Makino.
Okumura se aposentou da igreja em 1937, mas permaneceu como chefe do "Lar Okumura" até sua morte em 10 de fevereiro de 1951.